# Lasha T'alakhadze
Lasha T'alakhadze (in georgiano ლაშა ტალახაძე?; Sachkhere, 2 ottobre 1993) è un ex sollevatore georgiano, tre volte oro olimpico, sette volte campione mondiale ed europeo, che ha gareggiato nella categoria dei supermassimi.
Detiene il record mondiale maschile nello strappo, slancio ed esercizio totale nella categoria +109 kg, con un'alzata di 225 kg nello strappo, 267 kg allo slancio e 492 kg nel totale eseguita il 17 dicembre 2021 ai campionati mondiali di Tashkent 2021. Considerato uno dei più grandi sollevatori di tutti i tempi, si è aggiudicato per tre volte (2017-2019) il riconoscimento del miglior sollevatore maschile dell'anno dalla IWF e per due volte (2017-2018) il riconoscimento di sportivo georgiano dell'anno dal Comitato Nazionale Olimpico Georgiano. Nel 2016, dopo i Giochi di Rio de Janeiro 2016, venne insignito dell'onorificenza dell'Ordine presidenziale della Luce da Giorgi Margvelashvili. Dopo aver annunciato il ritiro, nel 2025 viene eletto presidente della Federazione Georgiana di sollevamento pesi.

## Carriera

### Gli inizi e la categoria dei +105 kg.
Nelle giovanili e negli juniores vinse una medaglia d'oro ai campionati europei giovanili di Valencia nel 2010, due ori e un bronzo agli europei juniores nel 2011, 2012 e 2016 e un oro ai campionati mondiali juniores di Lima nel 2013. Ai campionati europei juniores di Tallinn nel 2013 venne trovato positivo al doping e squalificato per due anni a causa della presenza di stanozololo nel suo organismo.
Al rientro dalla squalifica rappresentò da senior la Georgia ai campionati mondiali di Houston nel 2015, classificandosi originariamente secondo con un totale di 454 kg. Nel dicembre del 2015, Aleksej Lovcev (che vinse la medaglia d'oro nonché detentore del record mondiale nello slancio e nel totale) fu trovato positivo all'ipamorelin. La IWF gli tolse la medaglia d'oro e i record mondiali ottenuti, proclamando T'alakhadze campione del mondo.

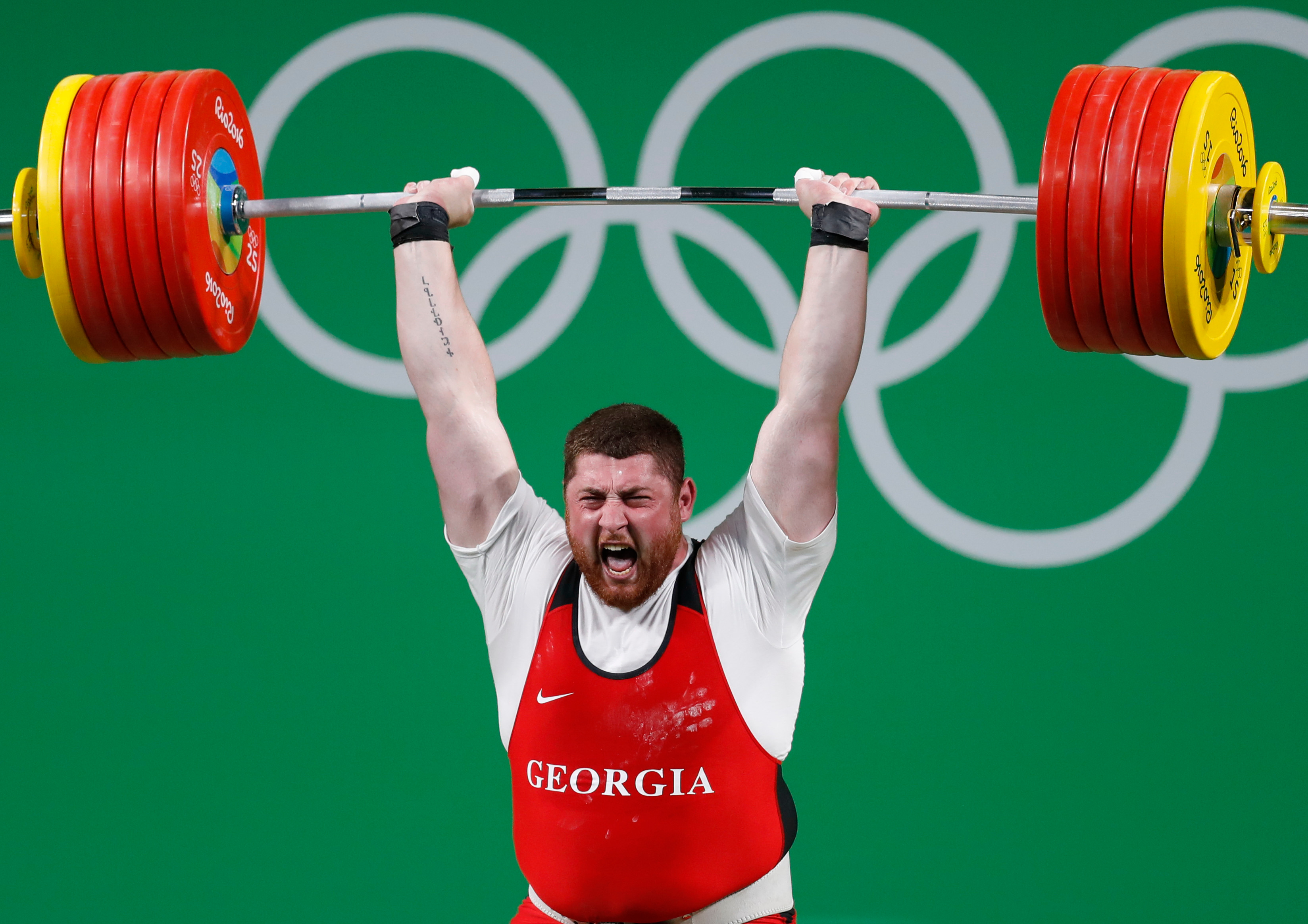
T'alakhadze solleva 258 kg nello slancio ai Giochi olimpici di Rio de Janeiro nel 2016

Ai Giochi olimpici di Rio de Janeiro 2016 ha completato uno strappo di 215 kg per battere il record mondiale di 214 kg stabilito da Behdad Salimi Kordasiabi (che ha ripreso il record con 216 kg, eguagliando il record di tutti i tempi stabilito dal bulgaro Antonio Krăstev nel 1987). Nella parte dello slancio nella competizione, Behdad Salimi ha inizialmente completato un sollevamento di 245 kg al suo secondo tentativo, ma è stato annullato dalla giuria di cinque componenti, e non è stato in grado di completare il suo terzo tentativo di 245 kg. T'alakhadze ha quindi completato il suo sollevamento successivo di 247 kg, dandogli il comando dopo che Salimi non ha effettuato un sollevamento. Ha quindi completato uno slancio di 258 kg per stabilire un nuovo record mondiale nell'esercizio totale di 473 kg, vincendo la medaglia d'oro con un margine di 22 kg sulla medaglia d'argento Gor Minasyan.
Nella sua prima competizione dopo aver vinto la sua prima medaglia d'oro olimpica, ha stabilito un nuovo record mondiale nello strappo ai campionati europei di Spalato nel 2017 con 217 kg, e nel frattempo eguagliò lo strappo più alto di tutti i tempi di 216 kg stabilito da Antonio Krăstev nel 1987 e eguagliato da Behdad Salimi proprio a Rio de Janeiro 2016.
Ai campionati mondiali di Anaheim nel 2017, T'alakhadze ha battuto il suo record nello strappo con 220 kg, dandogli un vantaggio di 9 kg sull'ex detentore del record Behdad Salimi. Nella parte dello slancio della competizione ha sollevato 257 kg stabilendo un nuovo record mondiale per il totale con 477 kg, battendo anche il totale più alto di tutti i tempi di Leonid Taranenko del 1988. Nella competizione vinse tutte e tre le medaglie d'oro, stabilendo due record mondiali e avendo un vantaggio di 23 kg sulla medaglia d'argento Saeid Alihosseini.

### Categoria dei +109 kg.
Nel 2018, l'IWF ha ristrutturato le classi di peso e ha annullato i record mondiali esistenti. I campionati mondiali di Aşgabat del 2018 sono stati la prima competizione internazionale con nuove classi di peso e T'alakhadze ha gareggiato nella categoria +109 kg. Nella parte di strappo della competizione ha aperto con 207 kg che lo hanno portato nella posizione di medaglia d'oro con Gor Minasyan che è stato l'unico concorrente con un altro tentativo. Dopo che Minasyan ha mancato il suo terzo tentativo, T'alakhadze si è assicurato la medaglia d'oro nello strappo. Per i suoi ultimi due sollevamenti, dopo essersi assicurato la medaglia d'oro, ha completato due record mondiali di 212 kg e 217 kg per portarlo di 12 kg davanti a Minasyan dopo la parte di strappo. Nella parte di slancio della competizione ha completato il suo primo sollevamento di 245 kg e ha stabilito un nuovo record mondiale nel totale; avrebbe vinto la medaglia d'oro nel totale se non avesse completato altri sollevamenti. Dopo che Mart Seim non è riuscito a eseguire un slancio da 251 kg, T'alakhadze ha completato un record mondiale di sollevamento di 252 kg per il suo secondo sollevamento. Ha terminato la competizione con un altro record mondiale di sollevamento di 257 kg, e ha concluso con un totale di 474 kg, ben 24 kg in più rispetto alla medaglia d'argento Minasyan.
Nel 2019, ha gareggiato ai campionati europei che si sono svolti a Batumi, nel suo paese natale, la Georgia. Oltre ad essere il favorito per la vittoria nella categoria +109 kg, ci si aspettava che T'alakhadze superasse i suoi record mondiali. Nella parte di strappo della competizione ha sollevato 208 kg nel suo primo tentativo (che sarebbe stato buono per la medaglia d'oro), e poi ha stabilito un nuovo record mondiale con un sollevamento di 218 kg. Entrando nella parte dello slancio ha guidato il collega georgiano Irakli Turmanidze di 12 kg, e il suo primo sollevamento di 245 kg gli ha assicurato la medaglia d'oro nel totale. Il suo secondo sollevamento di 260 kg stabilì un nuovo record mondiale nello slancio e nel totale. Il suo record mondiale totale di 478 kg stabilito durante la competizione è stato il totale più alto mai raggiunto nel sollevamento pesi; il precedente record di 477 kg era stato stabilito da lui stesso nel 2017.
Fresco della vittoria ai campionati europei del 2019, sembrava ancora una volta il grande favorito per vincere il suo quarto campionato del mondo. Durante la parte di strappo dei campionati mondiali di Pattaya nel 2019 ha completato un sollevamento di 215 kg che gli ha assicurato una medaglia d'oro. Il suo terzo sollevamento di 220 kg ha eguagliato la sua prestazione ai campionati mondiali di sollevamento pesi 2017, dove ha sollevato 220 kg nel vecchio limite dei 105 kg., come lo strappo più pesante di tutti i tempi. Durante la parte dello slancio si è assicurato medaglie d'oro nel totale e nello slancio con il suo secondo sollevamento di 255 kg. Il suo terzo sollevamento di 264 kg nello slancio stabilì un nuovo record mondiale nello slancio e nel totale. Il suo totale di 484 kg fu quello più alto registrato nella storia nelle competizioni internazionali.
Nel 2021, ai campionati mondiali di Tashkent, vinse tre medaglie d'oro stabilendo tre nuovi record mondiali, nello strappo – 225 kg. – nello slancio – 267 kg – e nel totale – 492 kg – attualmente detenuti. Nel giugno 2022, ai campionati europei di Tirana, riprendendosi da un infortunio alla gamba sinistra, ha conquistato nuovamente il primo posto, diventando per la sesta volta campione europeo con un punteggio di 217 kg nello strappo, 245 kg nello slancio e 462 nel totale. Ai campionati mondiali di Bogotà del 2022, nella categoria oltre i 109 kg, ha vinto il titolo di campione nella somma dei due esercizi con un risultato di 466 kg e ha ottenuto anche entrambe le piccole medaglie d'oro (nello strappo con un risultato di 215 kg e nello slancio con 251 kg).
Ai campionati europei di Erevan del 2023, nella categoria +109 kg, ha vinto una medaglia d'oro sollevando un totale di 474 kg, vincendo anche le medaglie d'oro sia nello strappo che nello slancio. A Riad, dove si sono svolti i campionati mondiali del 2023, ha vinto nuovamente il titolo di campione del mondo, il settimo nella sua carriera con un risultato di 473 kg in totale, vincendo anche medaglie d'oro nello strappo e nello slancio.
Nel febbraio del 2024 si ritira dai campionati europei di Sofia a causa di un infortunio a un ginocchio. Ai Giochi olimpici di Parigi del 2024 conquista la sua terza medaglia d'oro consecutiva (nel limite di +102 kg.) con 470 kg sollevati superando l'armeno Varazdat Lalayan (argento) e Gor Minasyan (bronzo), e superando inoltre i due ori olimpici complessivi ottenuti nella categoria da Vasilij Alekseev, Aleksandr Kurlovič e Hossein Rezazadeh. Non partecipa ai campionati mondiali di Manama a causa di un infortunio. Nell'aprile del 2025 viene eletto presidente della Federazione Georgiana di sollevamento pesi.

## Palmarès
- Giochi olimpici

Rio de Janeiro 2016: oro nei +105 kg.
Tokyo 2020: oro nei +109 kg.
Parigi 2024: oro nei +102 kg.
- Mondiali

Houston 2015: oro nei +105 kg.
Anaheim 2017: oro nei +105 kg.
Aşgabat 2018: oro nei +109 kg.
Pattaya 2019: oro nei +109 kg.
Tashkent 2021: oro nei +109 kg.
Bogotà 2022: oro nei +109 kg.
Riad 2023: oro nei +109 kg.
- Europei

Førde 2016: oro nei +105 kg.
Spalato 2017: oro nei +105 kg.
Bucarest 2018: oro nei +105 kg.
Batumi 2019: oro nei +109 kg.
Mosca 2021: oro nei +109 kg.
Tirana 2022: oro nei +109 kg.
Erevan 2023: oro nei +109 kg.
- Mondiali juniores

Lima 2013: oro nei +105 kg.
- Europei juniores

Bucarest 2011: oro nei +105 kg.
Eilat 2012: bronzo nei +105 kg.
Eilat 2016: oro nei +105 kg.
- Europei giovanili

Valencia 2010: oro nei +94 kg.